# The Hunt for Red October (videogioco 1990 computer)
The Hunt for Red October è un videogioco pubblicato nel 1990 dalla Grandslam per diversi home computer, basato sul film Caccia a Ottobre Rosso. Alcuni livelli ripropongono abbastanza fedelmente le corrispondenti scene chiave del film, in copertina appare anche il volto di Sean Connery come nella locandina del film. Il gioco è di genere misto, perlopiù di tipo sparatutto.
Un altro The Hunt for Red October venne pubblicato lo stesso anno per alcune console, ma non ha legami con questo.

## Modalità di gioco
Si compone di 5 livelli con modalità di gioco differenti:
1. si controlla Jack Ryan che, sospeso a una corda, deve calarsi da un elicottero sulla torretta del sottomarino U.S.S. Dallas, con le difficoltà del forte vento e del carburante limitato.
2. si controlla l'U.S.S. Dallas in uno sparatutto a scorrimento orizzontale, con visuale laterale. Bisogna attraversare lunghe caverne subacquee affrontando sottomarini nemici, mine, bombe di profondità e siluri. Si dispone di 5 armi, tutte con colpi limitati ma ricaricabili con i power-up: siluri semplici sparati in avanti, bombe di vario tipo rilasciate nelle altre tre direzioni, e siluri autoguidati. Per brevi periodi si può attivare anche la propulsione caterpillar che rende il sottomarino più veloce.
3. Ryan deve spostarsi dall'U.S.S. Dallas al sottomarino sovietico Ottobre Rosso utilizzando un batiscafo. Questo deve raggiungere esattamente il punto di aggancio senza schiantarsi, affrontando le correnti e il tempo limitato. Questo livello ha anche una seconda parte: raggiunto l'obiettivo, bisogna aprire entro un tempo limite il portello con la forza, simulata con l'oscillazione rapida del joystick.
4. si controlla l'Ottobre Rosso in un altro sparatutto a scorrimento praticamente uguale al livello 2, ma con maggiore difficoltà.
5. nella stanza del reattore nucleare dell'Ottobre Rosso, Ryan affronta in un duello con pistole il sabotatore Loginov; è uno sparatutto con mirino in cui bisogna stare attenti anche a non colpire troppe volte il reattore.

## Accoglienza
Il gioco ricevette recensioni poco entusiaste, fa eccezione la rivista britannica Commodore Format che assegna un 87% alla versione Commodore 64, ma anch'essa come le altre evidenzia il principale difetto: i livelli variano tra loro ma ripropongono tutti meccaniche di gioco ordinarie, senza idee innovative.